# 科納斯維爾 (印第安納州)
科納斯維爾（英語：Connersville）是一個位於美國印第安納州費耶特縣的城市。根據2010年美國人口普查，該地人口為13481人，而該地的面積約為20.10平方千米。同時該地也是費耶特縣的縣治。

## 地理
科納斯維爾的座標為41°39′14″N 85°08′18″W / 41.65389°N 85.13833°W，而該地的平均海拔高度為251米（即823英尺）。